# Brixx
Brixx var et musikband fra Danmark, der deltog i og vandt Dansk Melodi Grand Prix 1982 med sangen "Video video".
Ved det Eurovision Song Contest i Harrogate, England, endte "Video video" som nummer 17 ud af de 18 deltagere.
Gruppen var opkaldt efter forsangeren, Jens Brixtofte, der også havde skrevet sangen. Et andet medlem af gruppen, John Hatting, deltog senere i flere danske grandprix'er i duoen Trax, og han har skrevet sange til andre grandprix-deltagere.

## Diskografi

### Singler
- "Video video" (1982)
- "Skolen er forbi" (1982)